# Musée archéologique de Saintes
Le musée archéologique est un établissement culturel public de la ville de Saintes, dans le département de la Charente-Maritime, en France.

## Histoire
Le musée archéologique voit le jour en 1815 à l'initiative du baron Alexandre Chaudruc de Crazannes. Rassemblant une importante collection lapidaire issue de campagnes de fouilles archéologiques et de travaux de terrassement menés au XIXe siècle, le musée est déménagé dans l'ancien bâtiment des abattoirs municipaux en 1931. Le local est réaménagé sur les conseils de Charles Dangibeaud, un archéologue et érudit nommé conservateur des musées de la ville de Saintes, l'ajout de claustras donnant un aspect antique à ce bâtiment à claire-voie. Une cour intérieure précède la salle principale du musée. Donnant sur l'esplanade André Malraux, elle accueille une colonnade provenant de monuments antiques, sans doute détruits à la fin du IIIe siècle afin de constituer l'enceinte urbaine.

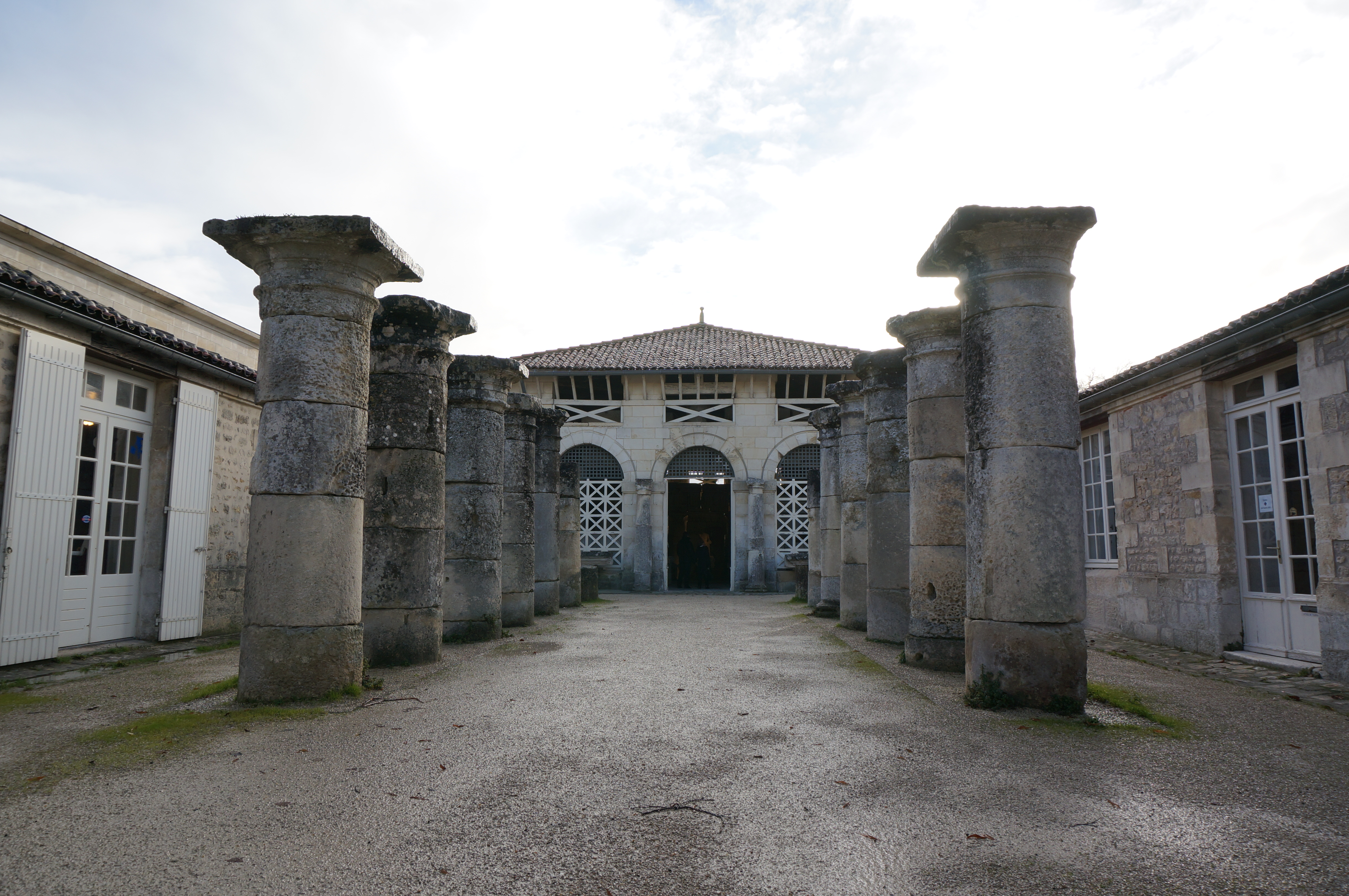
Colonnade et entrée.

## Description
De fait, une large partie des collections exposées provient de la fouille de l'ancienne enceinte urbaine de la ville. L'édification de ce rempart coïncide avec la période d'instabilité du IIIe siècle et du IVe siècle, époque qui voit se succéder troubles et invasions. Afin de parer au plus pressé, une partie des basiliques, temples et palais sont démolis, les pierres étant réemployées pour la construction de la muraille. Renforcé à plusieurs reprises au Moyen Âge, cet imposant système défensif est conservé jusqu'au XVIIIe siècle. Les fondations d'une partie du rempart antique sont toujours visibles à proximité de la place des Récollets. Classées monument historique en 1977, les fouilles archéologiques qui y ont été pratiquées ont permis la découverte de nombreux vestiges.

## Collection
La salle principale du musée abrite la reconstitution - approximative - de l'entablement de ce qui devait être un important monument civil ou religieux de la ville antique, sans doute édifié vers le Ier siècle. Parmi les éléments exposés figurent une riche collection de sculptures, qu'elles soient ornementales, religieuses ou funéraires. Ainsi de plusieurs déesses-mères ou d'un relief qui pourrait représenter la Charente divinisée. Une statuette décapitée datant de la période augustéenne représente une déesse tenant un jeune cerf, probable symbole de prospérité ou encore de lien entre le monde des vivants et des morts. Fragments de colonnes, stèles funéraires, restes de mosaïques ou de chapiteaux représentent une bonne partie des collections. Comptant parmi les éléments les plus remarquables figurent également les restes d'une statue acéphale en marbre de carrare et des éléments de char romain datés du Ier siècle. Il s'agit d'un ensemble unique en Europe occidentale.

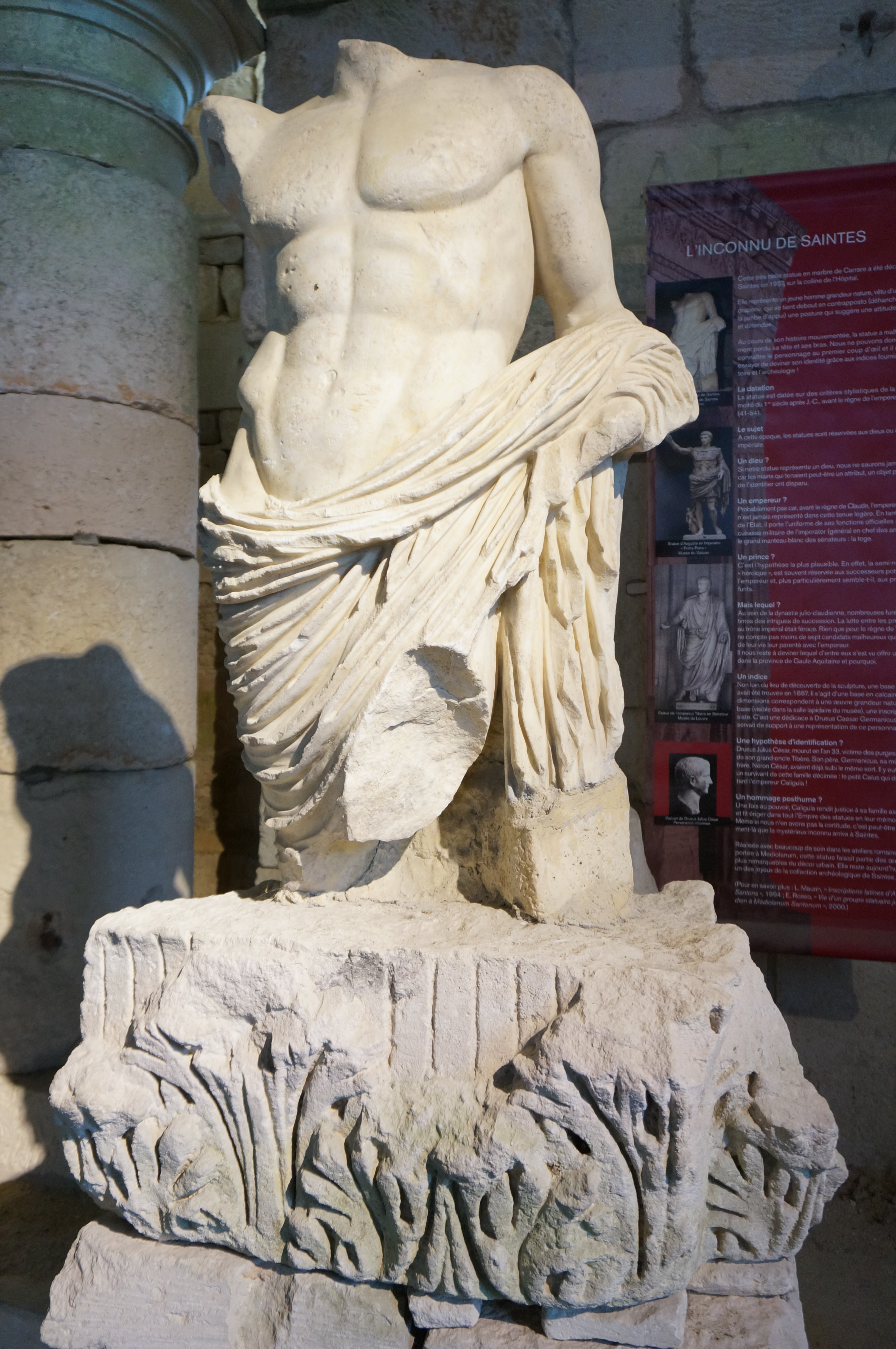
L'inconnu de Saintes, peut-être Drusus Iulius Caesar.
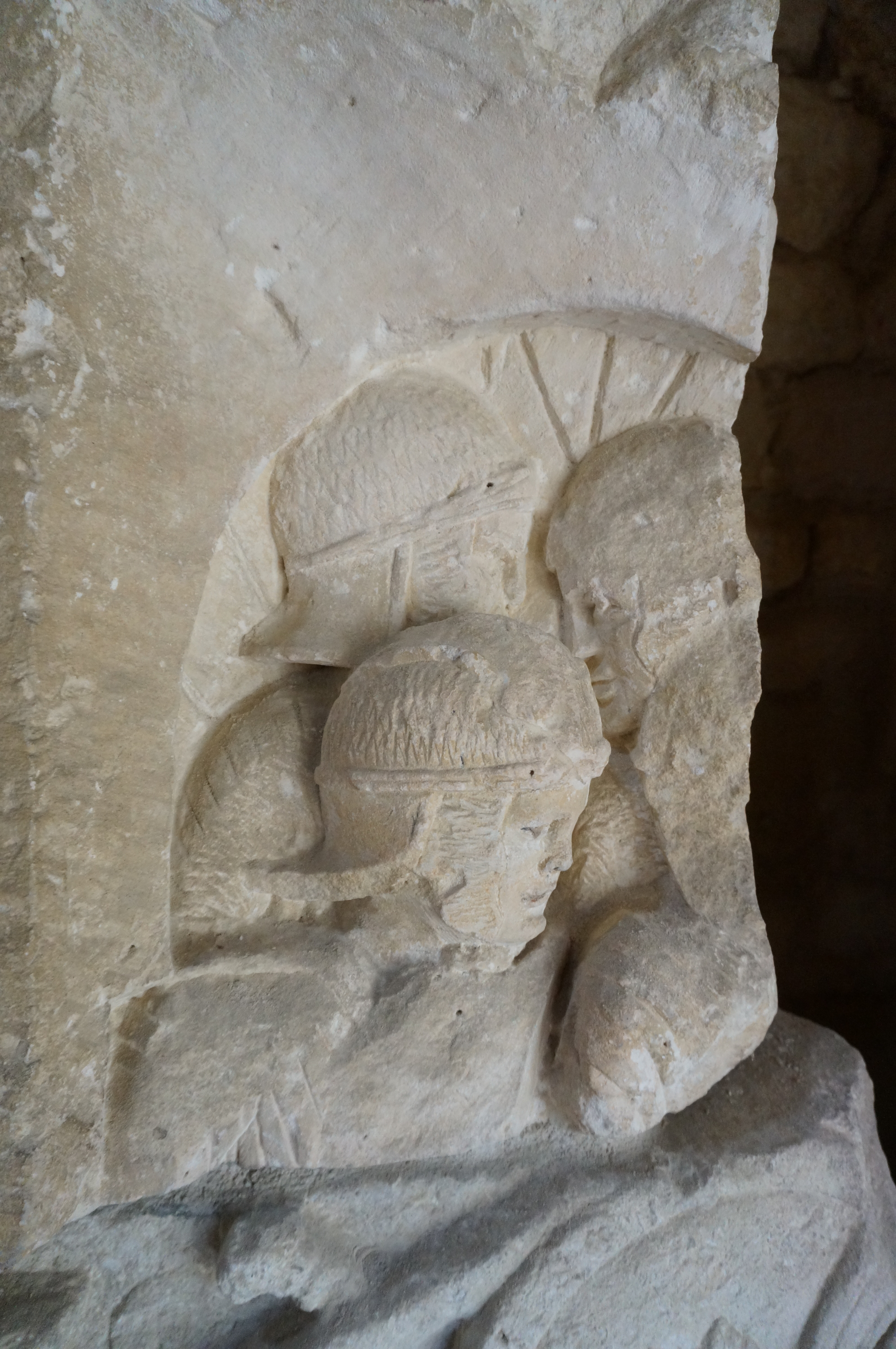
Trois guerriers.
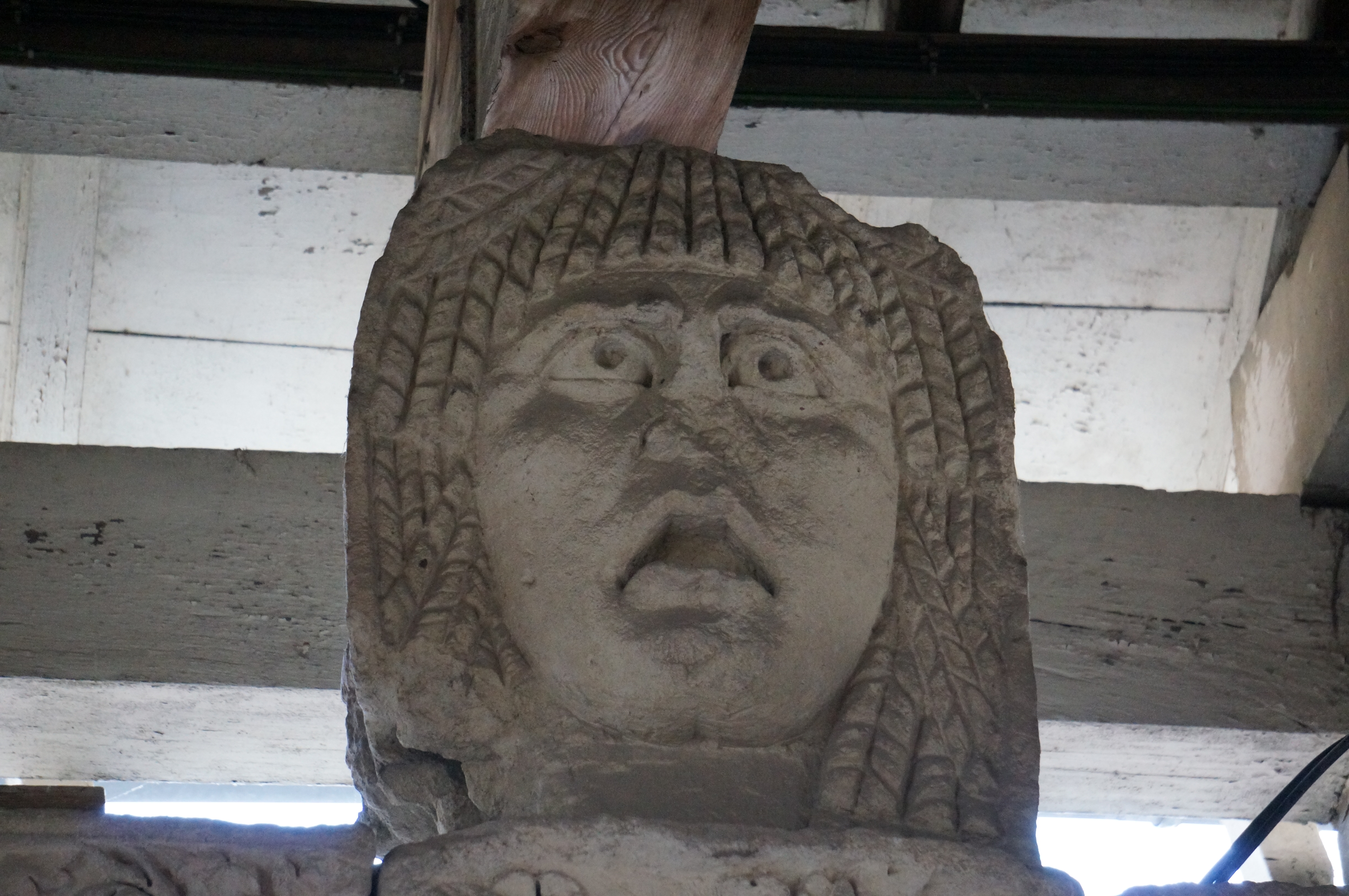
Une tête colossale.
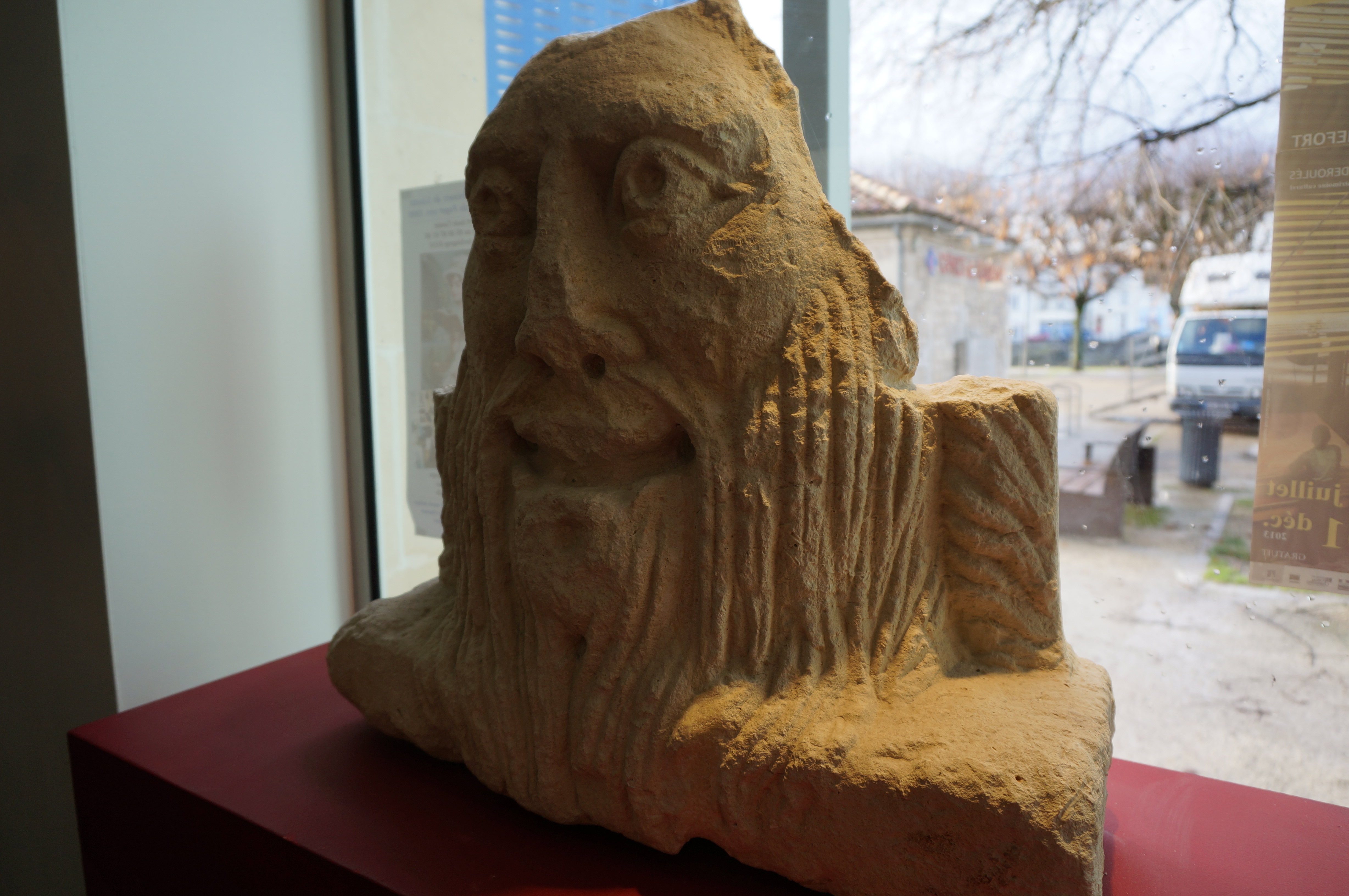
Dieu barbu.
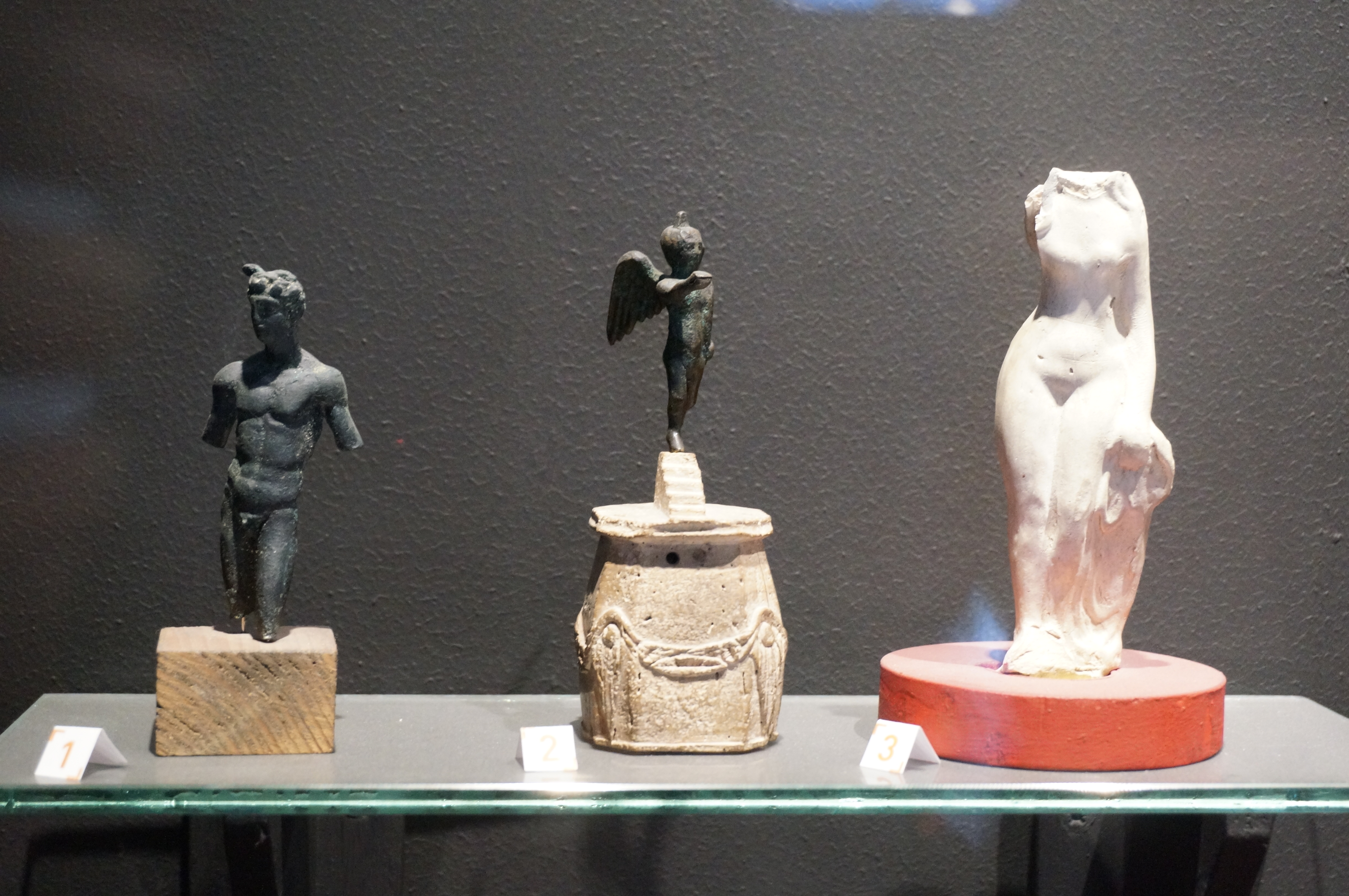
Mercure, Cupidon et Vénus.
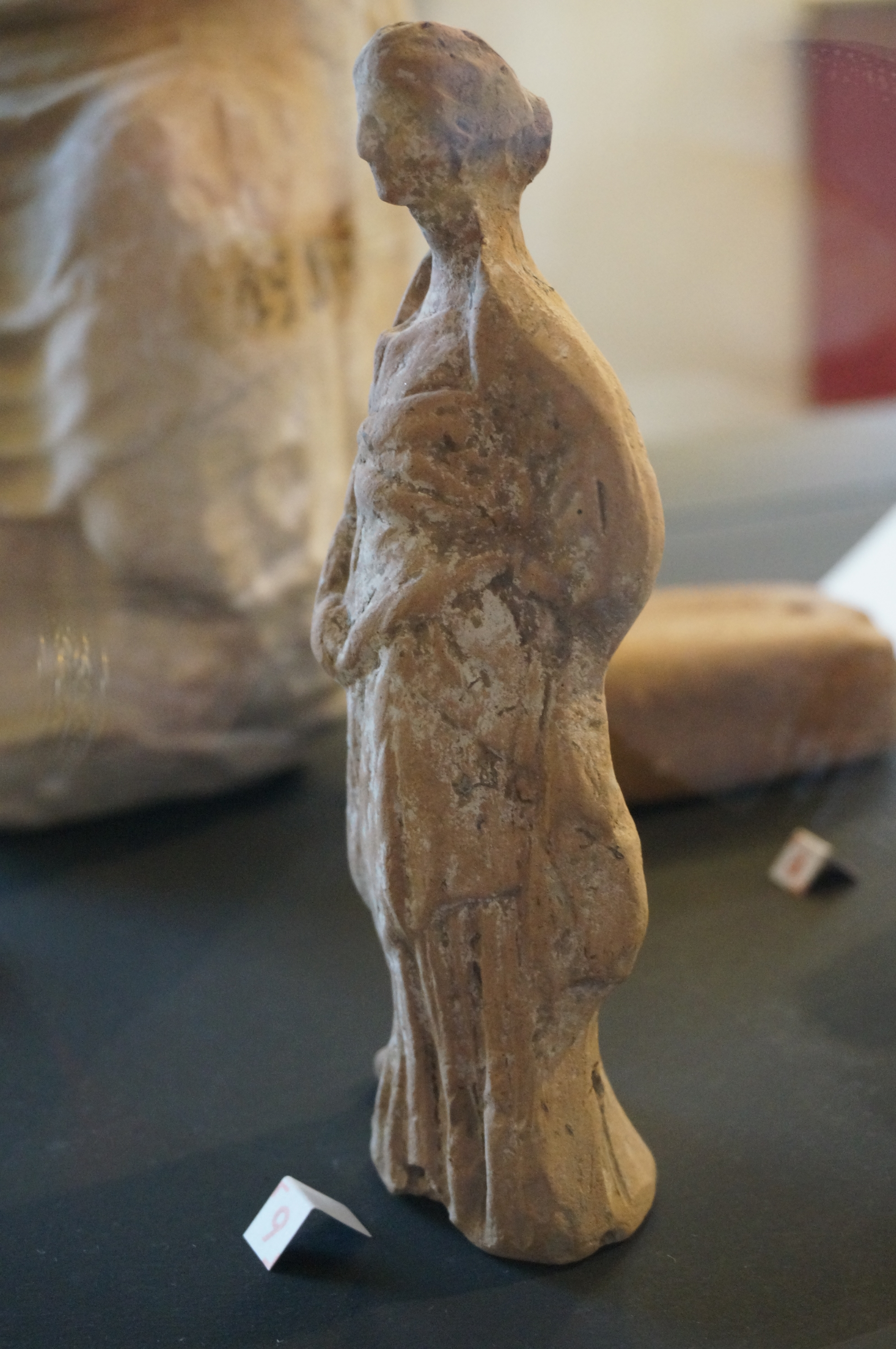
Tanagra (statuette) Ier siècle av. J.-C.
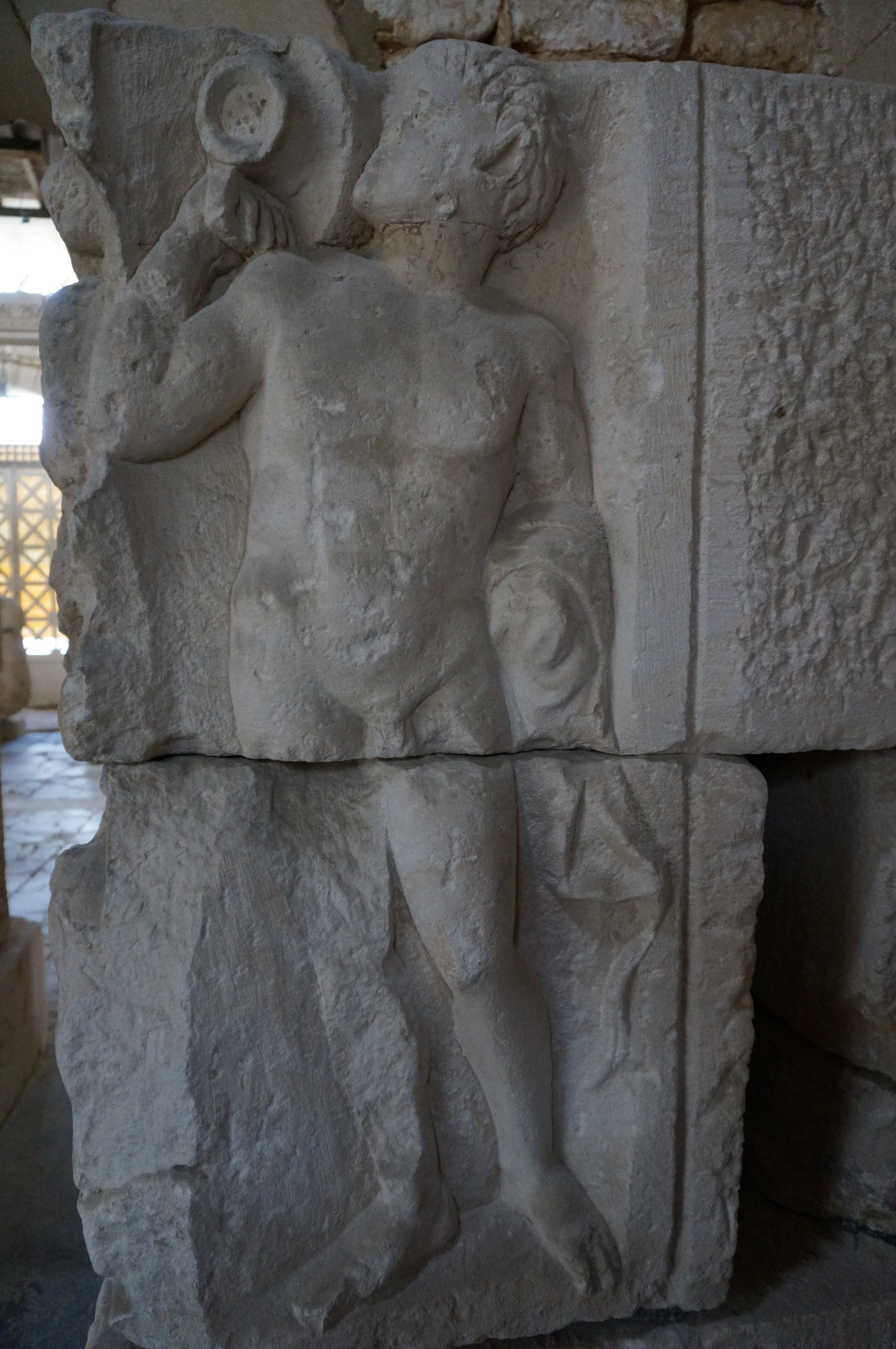
Des Santons.
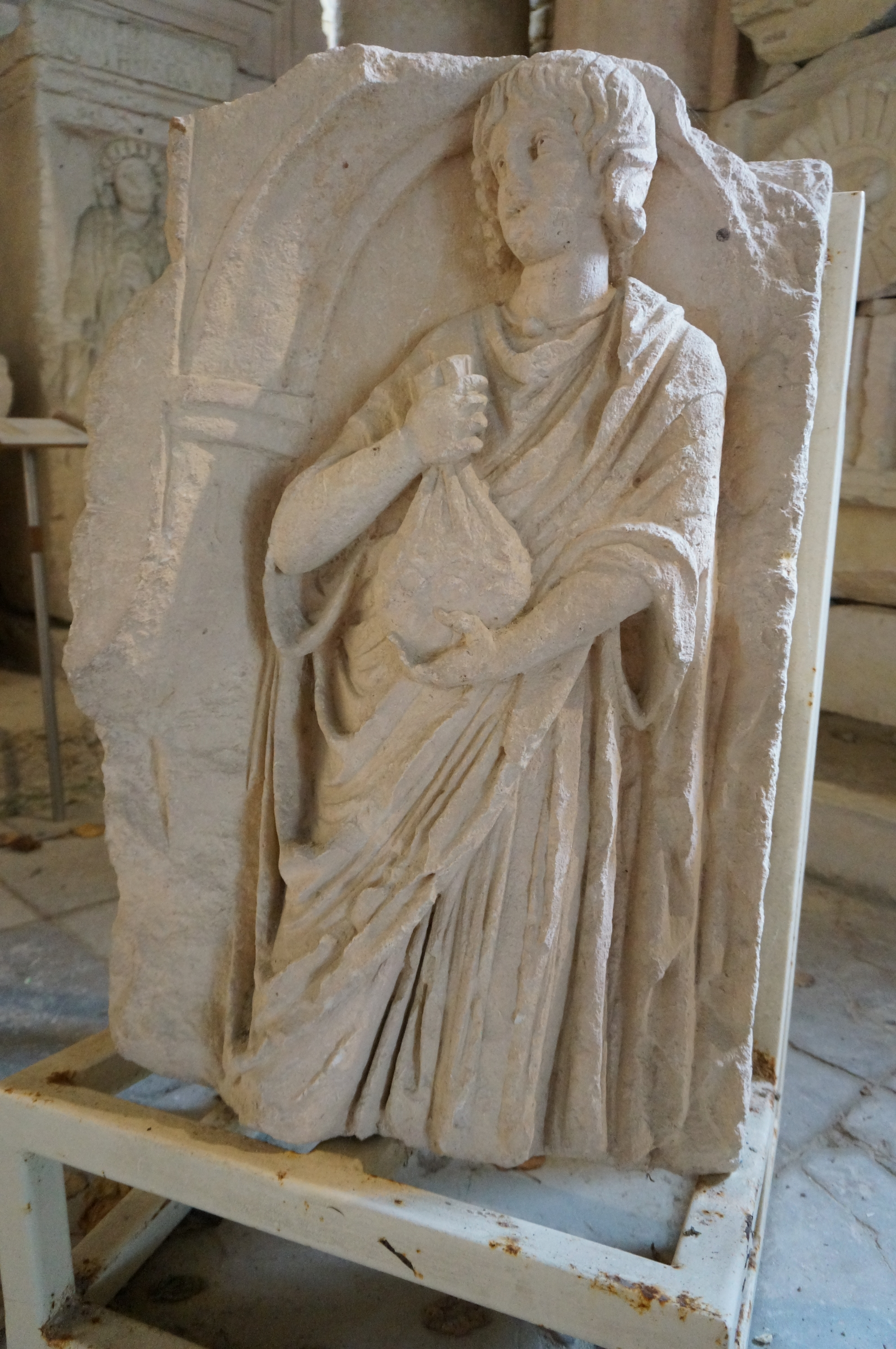
Des Santons.

Une exposition permanente consacrée à « La vie quotidienne au temps des gallo-romains » a été entièrement réaménagée en 2008.
Depuis septembre 2024, le musée expose des pièces de l'épave n°1 dite Épave de Courbiac.